# Melolonthinae
I Melolonthinae Samouelle, 1819, chiamati comunemente maggiolini, sono una sottofamiglia di Coleotteri scarabeidi diffusa in tutto il mondo, comprendendo oltre 11200 specie.
Noti a tutti e molto popolari, sono uno dei gruppi preferiti tra i collezionisti. Opposta è (o fu) invece la loro popolarità tra gli agricoltori.

## Descrizione

### Adulti

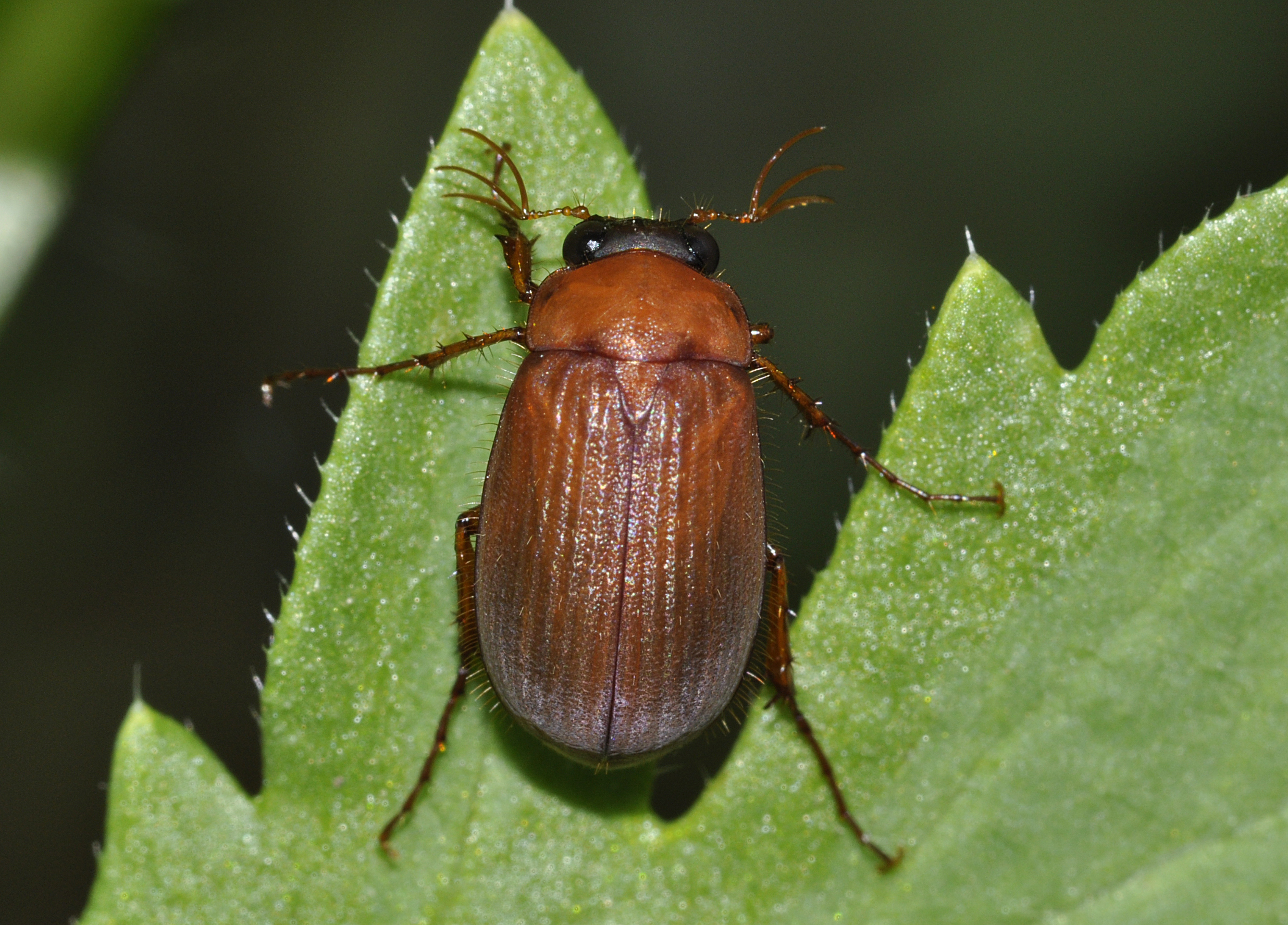
Un esemplare di Serica brunnea.

I melolontini sono caratterizzati da corpo cilindrico e generalmente robusto, molto spesso pubescente o squamoso, clipeo sviluppato, antenne con clava molto sviluppata, (talvolta flabellata nei maschi), zampe robuste, evidentemente dentate dall'estremità (talvolta con denti ridotti nei maschi). Le loro dimensioni possono variare da pochi mm fino a diversi cm.

Un fondamentale elemento diagnostico sono però le spine all'apice delle tibie posteriori che sono affiancate invece che largamente separate.

### Larva
Le larve hanno l'aspetto di vermi bianchi dalla forma a "C" con la testa e le tre paia di zampe sclerificate. Lungo i fianchi presentano una serie di forellini chitinosi che gli permettono di respirare.

## Biologia

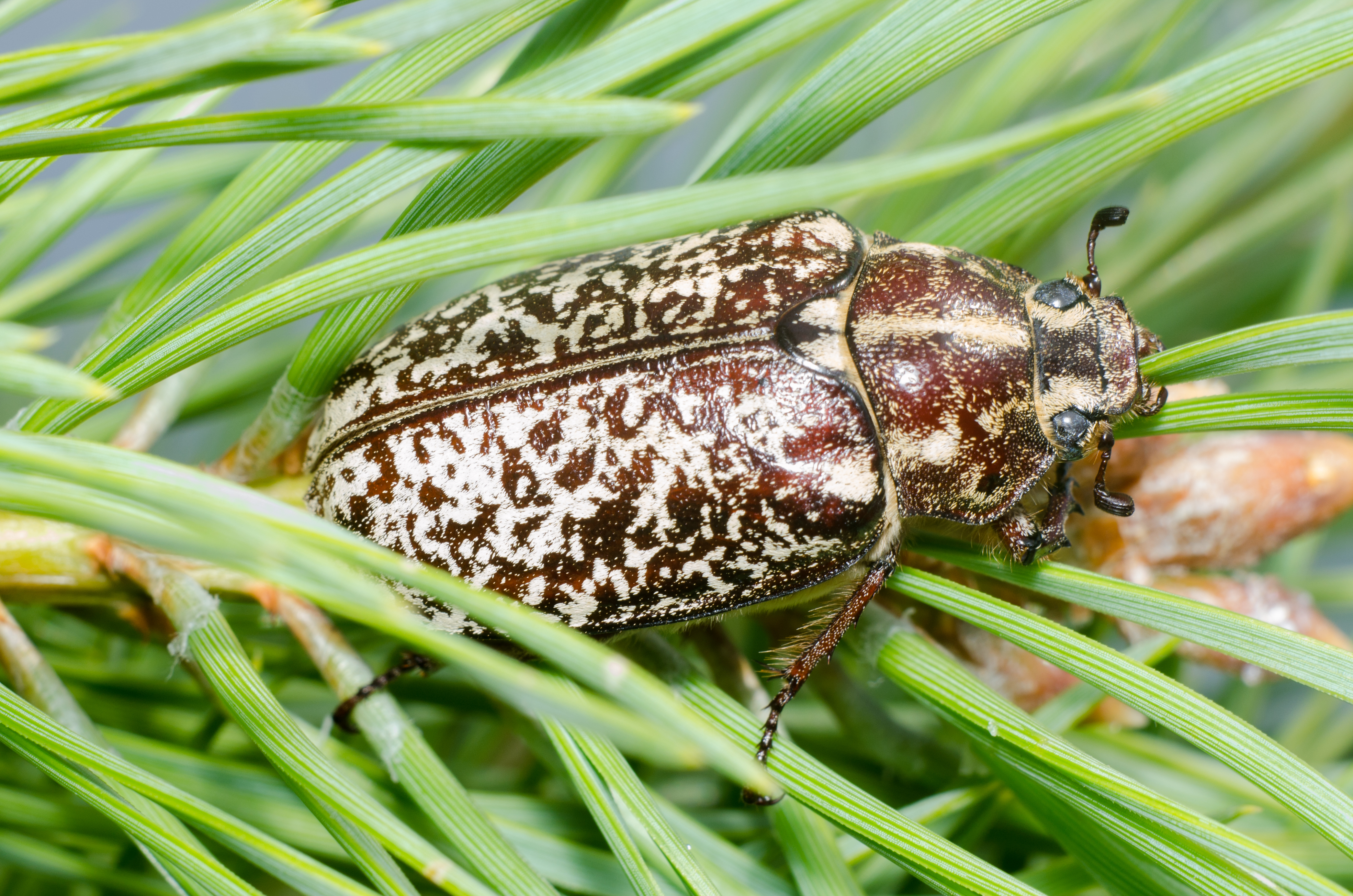
Polyphylla fullo

I melolontini depongono le loro uova nel terreno, da cui escono larve dalla tipica forma a "C" (melolontoidi) che passano la loro esistenza nel sottosuolo nutrendosi di radici.

A differenza di quelle dei cetonini, tali larve non sono in grado di muoversi camminando sulla schiena. 
L'impupamento avviene nel terreno e gli adulti sfarfallano a primavera o in estate, a seconda della specie e delle condizioni ambientali.

Essi sono generalmente crepuscolari (Melolontha, Amphimallon) o notturne (Anoxia, Rhizotrogus), ma esistono anche specie dalle abitudini diurne, come Amphimallon atrum o alcune specie del genere Triodontella.

## Distribuzione e habitat
Le specie appartenenti alla sottofamiglia Melolonthinae sono reperibili in tutto il mondo, regioni polari escluse.

## Tassonomia
La sottofamiglia comprende le seguenti tribù:
- Ablaberini Blanchard, 1850
- Automoliini Britton, 1978
- Chasmatopterini Lacordaire, 1856
- Colymbomorphini Blanchard, 1850
- Comophorinini Britton, 1957
- Dichelonychini Burmeister, 1855
- Diphucephalini Laporte, 1840
- Diphycerini Medvedev, 1952
- Diplotaxini Kirby, 1837
- Euchirini Hope, 1840
- Heteronychini Lacordaire, 1856
- Hopliini Latreille, 1829
- Lichniini Burmeister, 1844
- Liparetrini Burmeister, 1855
- Macrodactylini Kirby, 1837
- Maechidiini Burmeister, 1855
- Melolonthini Leach, 1819
- Oncerini LeConte, 1861
- Pachypodini Erichson, 1840
- Pachytrichini Burmeister, 1855
- Phyllotocidiini Britton, 1957
- Podolasiini Howden, 1997
- Rhizotrogini Burmeister, 1855
- Scitalini Britton, 1957
- Sericoidini Erichson, 1847
- Systellopini Sharp, 1877
- Tanyproctini Erichson, 1847

### Alcuni generi
- Amphimallon
- Anoxia
- Amadotrogus
- Aplidia
- Firminus
- Geotrogus
- Holochelus
- Hoplia
- Maladera
- Melolontha
- Omaloplia
- Paratriodonta
- Polyphylla
- Rhizotrogus
- Serica
- Triodontella